# 无锡市梅里中学
31°32′42″N 120°25′22″E / 31.54509°N 120.42273°E
无锡市梅里中学，是中华人民共和国江苏省无锡市新吴区的一所初级中等学校。

## 沿革
学校始建于1969年梅村镇大队集体筹办的初中，俗称戴帽初中。1982年，初中与小学行政分管，撤并成立联心初中、东元初中、荆心初中、堰梅里中学。1988年，梅村乡政府新建的梅里中学育才楼、育英楼落成并交付使用。同年8月，联心初中、东元初中、堰下初中撤并迁入。1989年8月，荆心初中并入梅里中学。10月，进取楼、办公楼落成。1991年至1993年，梅村中学初中部逐年并入梅里中学。2003年11月，学校评为江苏省实施教育现代化示范学校。